# Andreas Schöpf
Andreas Schöpf (* 14. August 1985) ist ein österreichischer Naturbahnrodler, der im Doppelsitzer startet. Er gewann zusammen mit Joachim Schöpf die Bronzemedaille bei der Junioreneuropameisterschaft 2000 und zusammen mit Peter Liebmann die Gesamtwertung im Interkontinentalcup 2002/2003. Seit 2010 startet er gemeinsam mit Thomas Schopf im Weltcup.

## Karriere
Andreas Schöpf begann 1993 mit dem Naturbahnrodeln. Einen ersten Erfolg feierte er bei der Junioreneuropameisterschaft 2000 in seinem Heimatort Umhausen, als er zusammen mit Joachim Schöpf die Bronzemedaille im Doppelsitzer gewann. Ab dem nächsten Winter fuhr Andreas Schöpf gemeinsam mit Peter Liebmann im Doppelsitzer. Sie erzielten bei der Juniorenweltmeisterschaft 2002 in Gsies den fünften Platz und bei der Junioreneuropameisterschaft 2003 in Kreuth den vierten Rang. In der Saison 2002/2003 gewannen sie die Gesamtwertung im Interkontinentalcup.
Nach mehrjähriger Wettkampfpause bildet Andreas Schöpf seit 2010 mit dem vier Jahre jüngeren Thomas Schopf ein Doppelsitzerpaar. Eine Woche nach ihrem ersten gemeinsamen Start im Interkontinentalcup bestritten sie am 27. Februar beim Finale der Saison 2009/2010 in Garmisch-Partenkirchen ihr erstes gemeinsames Weltcuprennen, das sie an achter Stelle beendeten. In der Saison 2010/2011 nahmen sie an vier der sechs Weltcuprennen teil und waren nur bei den ersten beiden im russischen Nowouralsk nicht am Start. Schopf/Schöpf fuhren in drei Rennen unter die schnellsten fünf, wobei zwei vierte Plätze in Gsies und Olang ihre besten Resultate waren, und erzielten den siebenten Platz im Gesamtweltcup.
Auch in der Saison 2011/2012 starteten Schopf/Schöpf in vier der sechs Weltcuprennen, wobei wieder ein vierter Platz, erzielt am 28. Januar in Deutschnofen, ihr bestes Resultat war. Im Gesamtweltcup fielen sie aber um drei Plätze auf den zehnten Rang zurück.

## Erfolge

### Weltmeisterschaften
- Deutschnofen 2013: 3. Doppelsitzer

### Juniorenweltmeisterschaften
- Gsies 2002: 5. Doppelsitzer (mit Peter Liebmann)

### Junioreneuropameisterschaften
- Umhausen 2000: 3. Doppelsitzer (mit Joachim Schöpf)
- Kreuth 2003: 4. Doppelsitzer (mit Peter Liebmann)

### Weltcup
- 7. Rang im Doppelsitzer-Gesamtweltcup in der Saison 2010/2011
- 4 Top-5-Platzierungen in Doppelsitzer-Weltcuprennen

### Interkontinentalcup
- Gesamtsieg im Doppelsitzer in der Saison 2002/2003